# Мичка Золтан Федорович
Мичка Золтан Федорович (також Мічка; 24 серпня 1949 — 20 березня 2017 Мукачеве, Закарпатська область) — український живописець. Народний художник України (2006).

## Біографія
Золтан Мичка — корінний мукачівець, щонайменше чотири покоління його предків жили в Мукачевому.
У 1972 році закінчив відділення художників-оформлювачів Одеського обласного будинку народної творчості.
Член Спілки художників України з 1984 року (Закарпатська організація, Мукачеве). Учасник художніх виставок: обласних та всеукраїнських — з 1973 року, закордонних — з 1987 року. Учасник міжнародних пленерів та симпозіумів.
У 1990-их роках Золтан Мичка разом з Іваном Бровді запропонував передати мукачівський Будинок побуту, який мав відійти у приватні руки, під міську картинну галерею. Наприкінці своєї каденції міський голова Василь Ільтьо прийняв цю пропозицію і таким чином у центрі міста було створено Мукачівську картинну галерею з виставковою площею 200 м2. У галереї регулярно проходять культурни заходи, зустрічі, презентації, майстер-класи тощо, проходить 15-18 виставок на рік.
Депутат Мукачівської міської ради VI скликання (2010).
Бібліофіл. Володів мовами східної, центральної та південної Європи.[неавторитетне джерело]
Помер від важкої хвороби 20 березня 2017 року. Прощання з видатним митцем відбулося 21 березня в м. Мукачево.

## Творчість
Основні твори: «Тіні забутих предків» (1979), «Церковна пісня» (1995), «Сон» (1998), «Балканський сон» (1999), «Спогади» (2000).
Персональні виставки творів:
- 2000 — у Дебрецені (Угорщина);[8]
- 2011 — в Національній академії мистецтв України (Київ).[6][3]

Твори Золтана Мички закуплені Дирекцією виставок Національної Спілки художників України, Міністерством культури та мистецтв України, зберігаються в Національному художньому музеї України, в музеях Одеси, Харкова, Полтави, Ужгорода, в картинних галереях Вінниці, Луцька, Сімферополя та російських міст Дмитрова, Іванова, Грозного, Владимира.

## Визнання
- 1984 — Лауреат обласної премії ім. Й. Бокшая та А. Ерделі.
- 2000 — Заслужений художник України.
- 2006 — Народний художник України.
- 2009 — Державна нагорода Угорщини «Pro Cultura Hungarica».[2]
- 2011 — Почесний громадянин міста Мукачеве.[3]